# Louis Segond
Jacques-Jean-Louis Segond (* 3. Mai 1810 in Plainpalais, einem Vorort von Genf; † 18. Juni 1885 in Genf) war ein Schweizer Theologe, der eine neue französische Bibelübersetzung aus den Originalsprachen erstellte.

## Leben
Segond stammte aus bescheidenen Verhältnissen. Der Vater war ein römischer Katholik französischer Herkunft, der ein Schuhmachergeschäft an der Rue de la Croix-d'or besass und in der Armee von Napoléon Bonaparte gedient hatte; die Mutter war eine protestantische Genferin. Die beiden Söhne wurden in der reformierten Kirche getauft.
1826 trat Segond in die Genfer Akademie ein, wo er sich zunächst für Naturwissenschaften und Medizin interessierte, 1830 aber zum Studium der Theologie wechselte. 1834 erlangte er an der Universität Strassburg den Titel eines Bakkalaureus der Theologie mit einer Arbeit über das Buch Rut und wurde in den Genfer Kirchendienst aufgenommen. 1835 erhielt er ebenfalls in Strassburg das theologische Lizenziat mit einer französischen Arbeit über Kohelet und einer lateinischen Arbeit über die alttestamentliche Vorstellung der Scheol. Schon ein Jahr später wurde er  mit einer Dissertation zum Thema De la nature de l’inspiration chez les auteurs et dans les écrits du Nouveau Testament (Über das Wesen der Inspiration bei den Autoren und in den Schriften des Neuen Testaments) zum Doktor der Theologie promoviert.
Segond stand als Vertreter eines gemässigten Supranaturalismus näher zur altprotestantischen Orthodoxie als zum zeitgenössischen Liberalismus. Dennoch übersetzte er 1837 die Monologe von Friedrich Daniel Ernst Schleiermacher ins Französische. Während seiner Strassburger Zeit verbrachte er eineinhalb Jahre in Bonn als Schüler des Arabisten Georg Wilhelm Freytag und ein Jahr in Eisenach.
1836 kehrte er nach Genf zurück und erwarb 1839 das Genfer Bürgerrecht, um eine Pfarrstelle im Genfer Vorort Chêne-Bougeries antreten zu können. Dort blieb er 24 Jahre lang im Amt und publizierte nebenbei wissenschaftliche Werke wie den Traité élémentaire des accents hébreux, envisagés comme signes de ponctuation (1841/1874), die Géographie de la Terre sainte (1856/1886) und seine Chrestomatie biblique (1864), die eine Vorstudie zu einer vollständigen Neuübersetzung der Bibel war. 
1864 trat Segond von seinem Pfarramt zurück, zog in die Stadt und wurde am 1. Juli von der Compagnie des pasteurs beauftragt, in einem Zeitraum von sechseinhalb Jahren eine neue Übersetzung des Alten Testaments zu schaffen. Er vollendete sie am 6. Januar 1871, und 1873 wurde sie (datiert auf 1874) unter dem Titel Ancien Testament, traduction nouvelle d’après le texte hébreu dem Druck übergeben.
Am 20. Dezember 1872 wurde Segond zum Professor für Hebraistik und Biblische Exegese an der Genfer Akademie ernannt.
Nach seinem Tod folgte ihm Edouard Montet in seinem Lehramt.

## Werk
Seine Übersetzung des Alten Testaments wurde zu einem grossen Erfolg, und so ergänzte er sie mit einer Übersetzung des Neuen Testaments nach der kritischen Textausgabe von Konstantin von Tischendorf, die 1880 erschien.
Später wurde Segonds Text von einer Expertenkommission überarbeitet und der überarbeitete Text 1910 herausgegeben. Dieser Text blieb über Jahrzehnte im Gebrauch und ist inzwischen im Internet frei erhältlich. Im Jahr 2007 wurde nach zwölfjähriger Arbeit von der Sociéte Biblique de Genève die «Segond 21» vorgestellt und veröffentlicht. Die «Segond 21» wird in einer einfachen Buchausgabe zum Preis von CHF 2.50 (ca. Euro 1.50) in grosser Stückzahl vertrieben, im Internet ist sie kostenlos verfügbar.
Die Louis Segond-Bibel ist zur eigentlichen französischen Referenzübersetzung geworden und hat im französischen Sprachraum etwa die Bedeutung wie die Luther-Bibel im deutschen oder die King-James-Bibel im englischen Sprachraum.

## Familie
Der Organist und Musikpädagoge Pierre Segond (1913–2000) ist sein Urenkel.